# Bahnhof Teheran

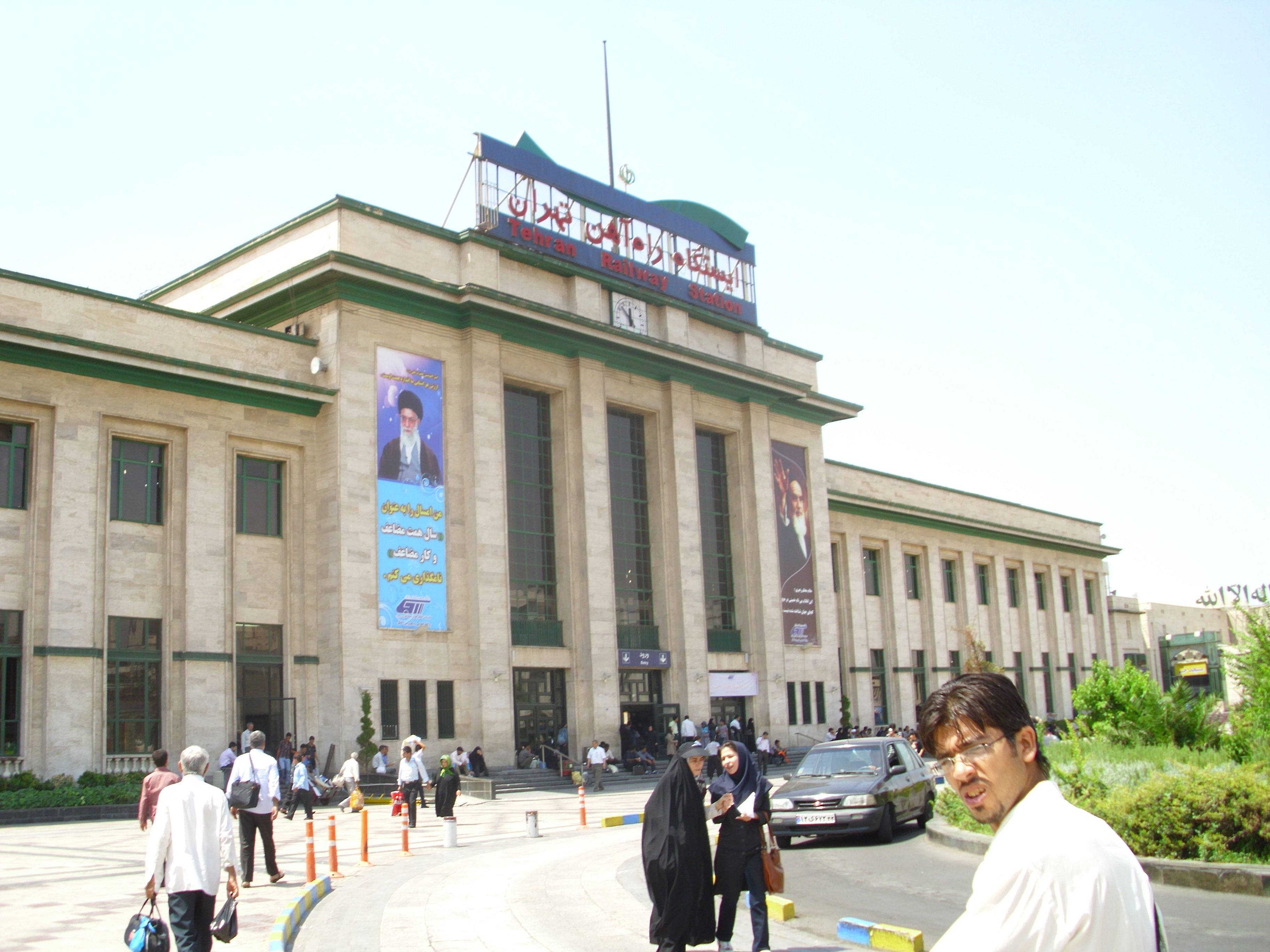
Hauptfassade des Empfangsgebäudes

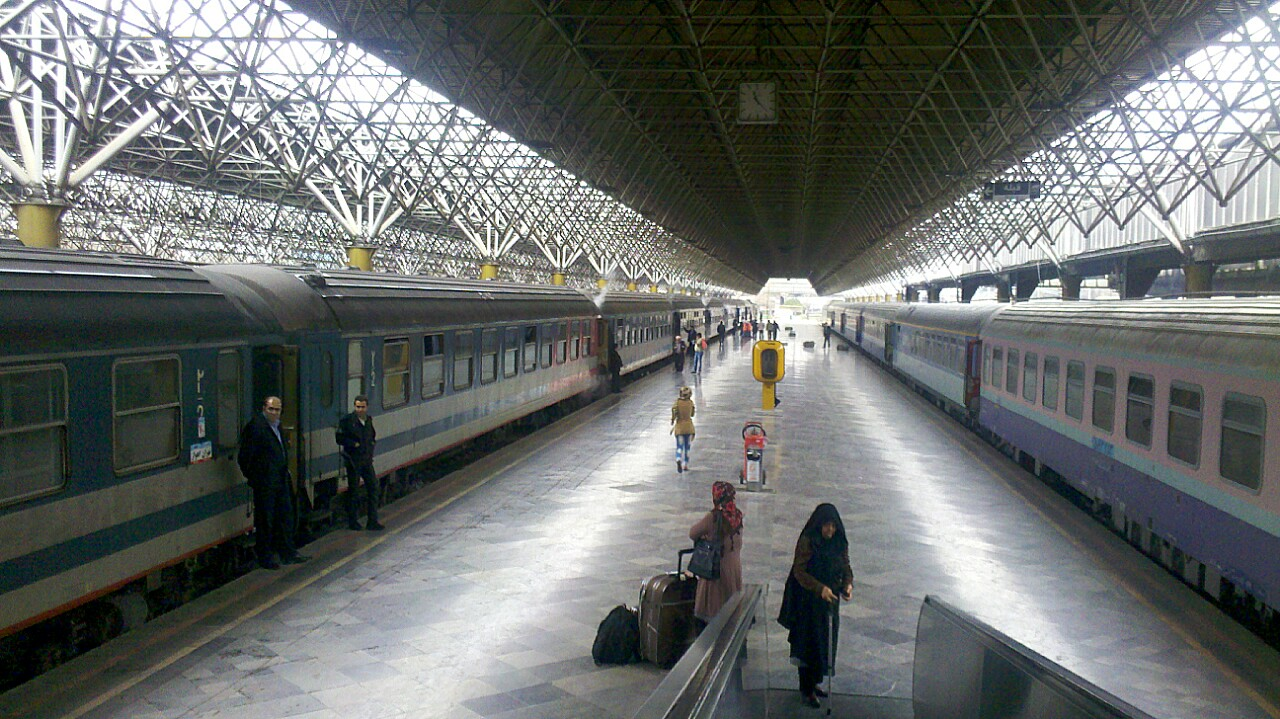
Bahnsteig

Der Bahnhof Tehran (Persisch: ايستگاه راه آهن تهران, Istgah-e Rah Ahan-e Tehran) ist der Hauptbahnhof der iranischen Hauptstadt Teheran.

## Geografische Lage

### Städtebaulich
Der Bahnhof liegt im südlichen Teil des Teheraner Stadtgebietes am Ende der Waliasr-Straße am Rahahan-Platz.

### Im Eisenbahnnetz
Zahlreiche Eisenbahnlinien aus dem ganzen Land beginnen und enden im Bahnhof Teheran. Folgende Bahnstrecken nehmen von hier ihren Ausgang:
- Transiranische Eisenbahn (südlicher Ast) nach Mahschahr und Chorramschahr
- Transiranische Eisenbahn (nördlicher Ast) nach Gorgan und Turkmenistan (derzeit ohne Personenverkehr nach Turkmenistan)
  - die östlich von Teheran von der Transiranischen Eisenbahn abzweigende Bahnstrecke (Teheran)–Garmsar–Maschhad nach Maschhad und weiter nach Turkmenistan über die  Nord-Süd-Eisenbahn
- Bahnstrecke Teheran–Täbris und weiter über die Bahnstrecke Van–Täbris in die Türkei. Der Personenverkehr in die Türkei ruht wegen der dortigen politischen Verhältnisse im Moment (Januar 2016).
- Schnellfahrstrecke Teheran–Isfahan, im südlichen Abschnitt noch im Bau, befahren bis Mohammedijeh

### ÖPNV
Die Linie 3 der U-Bahn Teheran schließt den Bahnhof Teheran über die Haltestelle Rahahan an das U-Bahn-Netz der Stadt an.

## Geschichte
Der Bahnhof entstand 1928–29 im Zuge des Baus der Transiranischen Eisenbahn und wurde 1930 eröffnet. Das Empfangsgebäude entstand einige Jahre später. Im Laufe der Zeit wurden hier weitere Eisenbahnstrecken angeschlossen. Der Bahnhof hat die Funktion des Hauptbahnhofs von Teheran. Im April 2014 wurde der Bahnhof über die Haltestelle Rahahan an die U-Bahn Teheran angeschlossen.

## Empfangsgebäude
1935 gelang es der Philipp Holzmann AG mit ihrer Schweizer Tochtergesellschaft Sofitec, den Auftrag für die Hochbauten des Bahnhofs Teheran, vor allem das Empfangsgebäude, von dem Generalunternehmer der Transiranischen Eisenbahn, der dänischen Firma Kampsax, zu erhalten. Das Empfangsgebäude und zugehörige Nebengebäude des Bahnhofs waren die ersten Stahlbeton-Bauten, die im Iran errichtet wurden. Verkleidet wurde dieses konstruktive Skelett mit verschiedenfarbigem Travertin und geschliffenen Kalksteinplatten. Das Empfangsgebäude ist in dem für öffentliche Gebäude damals weltweit oft verwendeten neoklassizistischen Stil gehalten. Es beherbergt auch ein Fürstenzimmer für den Schah. Die Baukosten beliefen sich auf 9 Mio. Reichsmark. Die letzte Rate wurde im Mai 1940 überwiesen. Die heutige Bahnsteigüberdachung ist modern und wurde später angefügt.